# 廈門太古飛機工程
厦门太古飞机工程有限公司是一家位於中华人民共和国福建省厦门市的工业公司，是香港飞机工程有限公司集团的子公司。成立于1993年7月1日，位临厦门高崎国际机场。

## 历史
1993年7月1日由香港飛機工程、厦门航空工业公司、國泰航空、日本航空、新航工程、波音、和北京凯兰航空技术公司（中国民用航空局旗下公司）合资创办，1995年投产。设址厦门高崎国际机场埭辽路20号。
1995年12月8日在设址与霍尼韦尔合资创办厦门霍尼韦尔太古宇航有限公司。

## 外部連結
- 厦门太古官网 （页面存档备份，存于）
- MRO ビジネス（機体）～TAECO を例にして～ （页面存档备份，存于）（日語）.航空機國際共同開発促進基金